# French green dragon
French green dragon – koktajl alkoholowy na bazie koniaku.
Napój przyrządza się z dwóch równych części koniaku oraz francuskiego likieru Chartreuse, po 42 gramy (około półtorej uncji) każdego z nich. Składniki dokładnie miksuje się w szejkerze ze skruszonym lodem, a potem odcedza do szklanki koktajlowej.
Napój serwuje się jako elegancki drink po obiedzie.